# Càmera de visor esmerilat

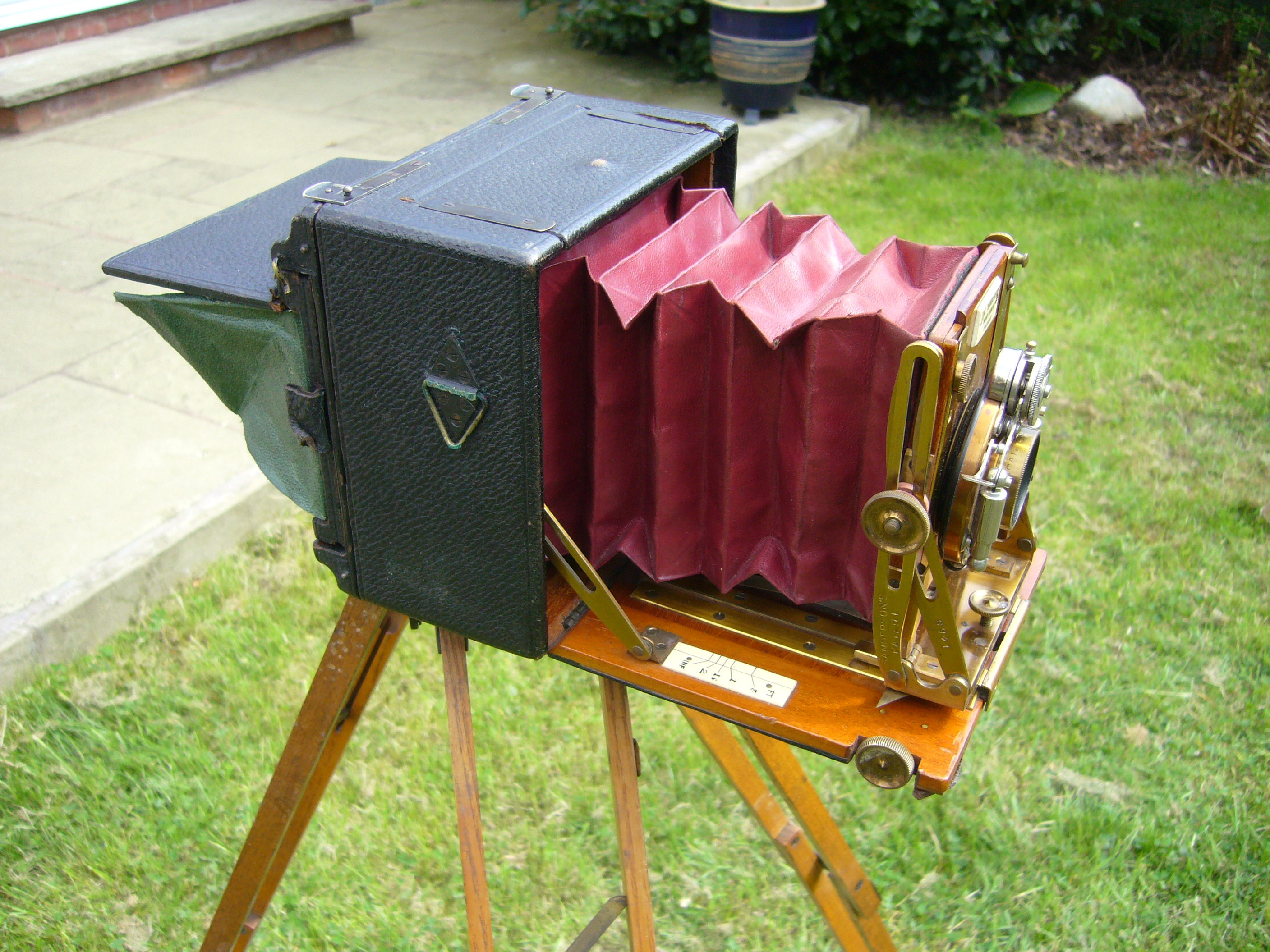
Una càmera de visor glaçat Sanderson que data de l'any 1899

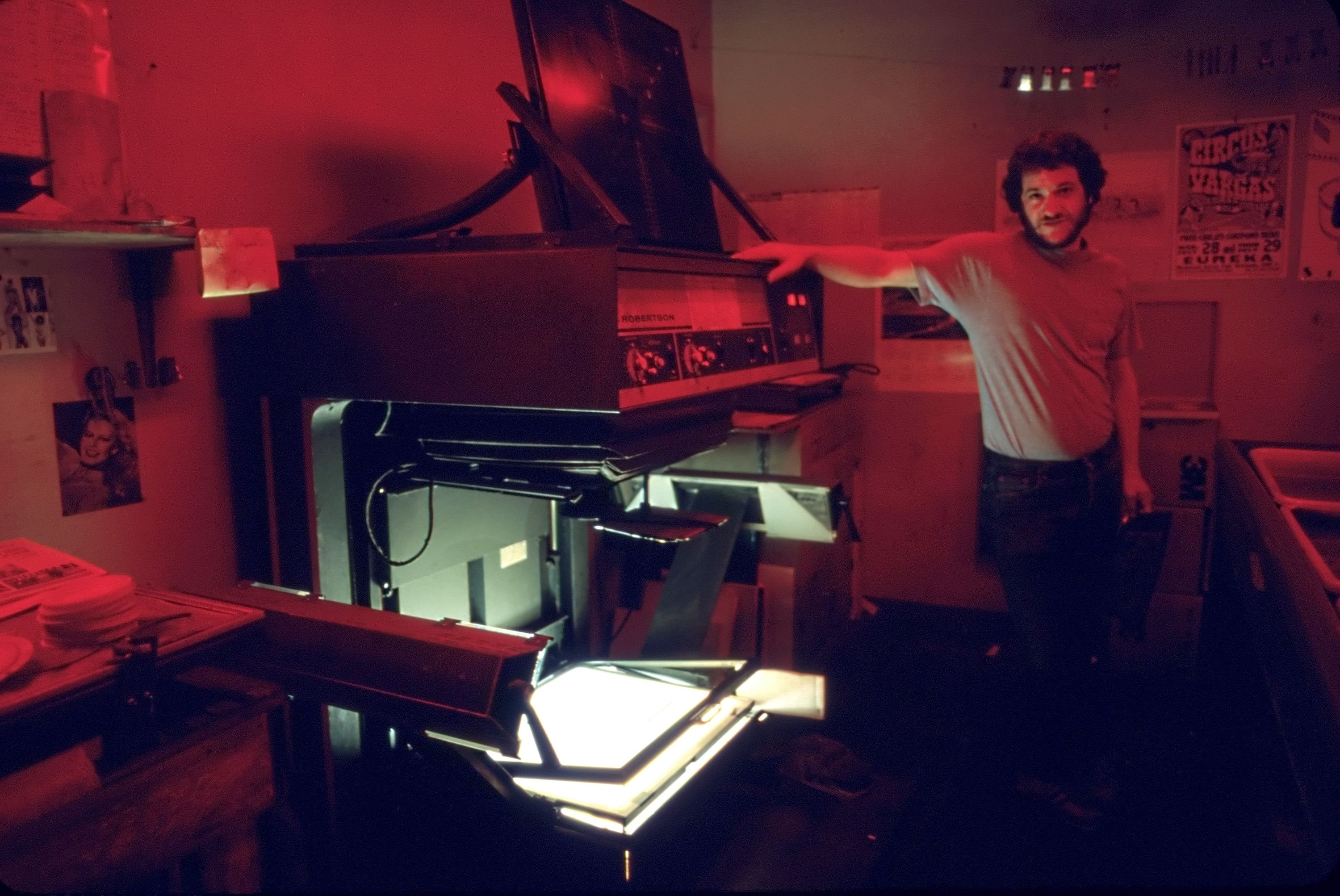
Una reprocàmera a la cambra fosca d'un diari de Califòrnia, finals de 1980.

Una càmera de visor esmerilat o càmera de visor glaçat és una càmera de gran format en què la lent forma una imatge invertida en una pantalla de vidre esmerilat directament al pla de la pel·lícula. Primer es visualitza la imatge i després la pantalla de vidre es substitueix per la pel·lícula, i així la pel·lícula s'exposa exactament amb la mateixa imatge que s'ha vist a la pantalla.
Aquest tipus de càmera es va desenvolupar per primera vegada als inicis de la fotografia (dècada de 1840-1850) i encara s'utilitza avui dia, algunes d'elles amb diversos mecanismes d'accionament per als moviments substituint als primitius, així com les marques d'escala i els nivells d'alcohol. La càmera està composta per una mena d'acordió flexible que forma un segell hermètic entre dos "suports" ajustables, un dels quals subjecta una lent, i l'altre un vidre esmerilat, un suport de pel·lícula fotogràfica o un pack digital. Es poden classificar tres categories principals: la càmera de carril, la càmera de camp i una tercera categoria genèrica de les que no encaixen en cap d'aquests dos tipus.
La càmera de visor glaçat està composta d'una caixa flexible plegada en acordió, que tanca l'espai entre la lent i la pel·lícula i es flexiona per adaptar-se als moviments dels suports. :p. 34El suport frontal és un marc que subjecta el tauler de l'objectiu, al qual es fixa la lent (i generalment l'obturador).
A l'altre extrem de la caixa, el suport posterior és un marc que conté una placa de vidre esmerilat, que s'utilitza per enfocar i compondre la imatge abans de l'exposició, i que es substitueix per un suport que conté la pel·lícula, la placa o el sensor d'imatge elements sensibles a l'exposició de la llum A diferència de la majoria dels altres tipus de càmeres, ambdós suports, el davanter i el posterior, es poden moure en diverses posicions relatives entre sí. Mentre que la majoria de les càmeres actuals només controlen la distància del pla d'enfocament de la càmera, la càmera de visor glaçat també pot proporcionar un control sobre l'orientació del pla d'enfocament i un control de perspectiva. Aquestes càmeres s'utilitzen normalment sobre un trípode o un altre suport semblant.

## Tipus
S'utilitzen diversos tipus de càmeres de visor glaçat segons les diferents finalitats les quals proporcionen diferents graus de moviment i portabilitat:
- Càmera de carril: n'hi ha de dos tipus: la càmera mono-rail, més petita, més maniobrable, i la gran càmera multi-rail estàtica i immòbil coneguda com a càmera de procés.
  - La càmera monorail: és el tipus més comú de càmera de visor glaçat d'estudi, amb suports frontals i posteriors muntats en un únic carril que es fixa sobre el suport de càmera. Aquest disseny ofereix la major gamma de moviments i flexibilitat, amb suports tant davanters com posteriors capaços d'inclinar-se, desplaçar-se, pujar, baixar i balancejar-se en una proporció similar. Generalment estan fets de metall amb manxes de cuir o sintètics, i són difícils d'empaquetar per viatjar. Sinar i Toyo són fabricants populars de sistemes de càmeres de visió monorail. ARCA-Swiss produeix càmeres monorail per a ús de camp a més de models per a les aplicacions d'estudi més convencionals. Molts fabricants també ofereixen extensions de monorail que allunyen els suports davanters o posteriors els uns dels altres per facilitar l'enfocament en objectes propers (macrofotografia).
  - La reprocàmera estacionària s'utilitza per copiar originals gairebé plans que es subjecten a un tauler situat a l'extrem més llunyà dels rails de les càmeres muntades horitzontalment o a la base de les càmeres verticals. L'original que s'ha de copiar i la pel·lícula normalment es mantenen al seu lloc mitjançant el buit i la còpia sol ser amb un augment de relació1:1. Utilitzen diferents mides de plan-film depenent del que es necessita per a la feina específica.
- Càmera de camp: té el suport frontal i posterior muntats en rails lliscants fixats a un llit pla amb frontisses que es pot connectar a un suport de càmera, com ara un trípode. Aquestes càmeres solen estar fetes de fusta o, de vegades, de compostos lleugers i forts com la fibra de carboni. Amb l'acordió completament plegat, es redueix la càmera a una caixa relativament petita, lleugera i portàtil. La compensació d'aquesta portabilitat és que els suports no són tan mòbils ni tan ajustables com en un disseny de monorail. el suport posterior, en particular, és fix i no ofereix cap moviment. Aquestes càmeres, de gran format però transportables, són populars entre els fotògrafs de paisatges. Tachihara i Wisner són exemples de càmeres de camp modernes en els extrems oposats de l'escala de preus.
  - Les càmeres de camp extremadament grans utilitzen pel·lícules de 11×14 i més grans, o mides de pel·lícules panoràmiques com ara 4×10 o 8×20. De vegades s'anomenen càmeres de banquets, i una vegada s'utilitzaven habitualment per fotografiar grups de persones grans i posats per marcar ocasions, com ara banquets o casaments.
  - Les càmeres d'estudi i de saló són similars a les càmeres de camp, però no es pleguen cara a la portabilitat.
  - Sovint s'utilitzaven càmeres de placa plegable amb moviments limitats. Un exemple és el Goerz Taro-Tenax 9x12cm.[6]
  - Les càmeres de premsa que tenen un vidre esmerilat integrat al mecanisme del suport de la pel·lícula permeten l'enfocament crític i l'ús dels moviments disponibles. Els exemples més cars tenien una àmplia gamma de moviments, així com ajudes per a l'enfocament i la composició, com ara telèmetres i visors. Sovint estan fets de metall, dissenyats per plegar-se ràpidament per a la portabilitat, utilitzats pels fotògrafs de premsa abans i durant la segona guerra mundial. Algunes càmeres de premsa tenen més capacitats d'ajust, inclosa la capacitat d'inclinar el suport posterior, i es poden portar a mà o connectar-se a un trípode per donar suport.[4] :p.33
- Altres càmeres de visor glaçat: s'han construït i s'han utilitzat moltes càmeres de visor glaçat úniques per a finalitats generals o específiques.

Les càmeres de visor glaçat utilitzen Plan-film de gran format: és a dir, un full fotogràfic de gran format. Les mides en polzades són: 4×5, 5×7, 4×10, 5×12, 8×10, 11×14, 7×17, 8×20, 12×20, 20×24 i més grans per al procés càmeres. (És habitual enumerar el costat curt primer a les Amèriques i el costat llarg en molts altres països, per tant, 4×5 és el mateix que 5×4). En molts països s'utilitza un rang de mides mètriques similar, però no idèntica; així 9×12 cm és similar, però no intercanviable amb, 4×5 polzades i 13×18 cm és similar, però no intercanviable amb, 5×7 polzades. El format més utilitzat és el 4×5, seguit del 8×10.
Algunes càmeres de film enrotllable tenen moviments que les fan tan versàtils com una càmera de visor glaçat de pel·lícula de f. Hi ha adaptadors de rotlle de pel·lícula que s'introdueixen a la part posterior i permeten utilitzar-les en lloc d'un suport de Plan-film de pel·lícula única.

## Moviments de la lent

Terminologia bàsica de la càmera de visor glaçat

Els fotògrafs utilitzen càmeres de visor glaçat per controlar l'enfocament i la convergència de línies paral·leles. El control de la imatge es fa movent el suport frontal i/o posterior. Els moviments són les maneres en què els suports davanter i posterior es poden moure per alterar la perspectiva i l'enfocament. El terme també pot referir-se als mecanismes dels suports que controlen la seva posició.
No totes les càmeres tenen tots els moviments disponibles tant per als suports frontals com posteriors, i algunes càmeres tenen més moviments disponibles que altres. Algunes càmeres tenen mecanismes que faciliten complexes combinacions de moviment.

Alguns moviments de tipus de càmera de visió limitada són possibles amb les càmeres SLR que utilitzen diverses lents d'inclinació/desplaçament. A més, a mesura que l'ús de càmeres de visor glaçat disminueix a favor de la fotografia digital, aquests moviments es simulen mitjançant programari informàtic.

### Moviment vertical
Moviment vertical del suport frontal o posterior al llarg d'una línia vertical en un pla paral·lel al pla de la pel·lícula (o del sensor). Pujar és un moviment molt important sobretot en fotografia d'arquitectura. En general, la lent es mou verticalment, ja sigui cap amunt o cap avall, al llarg del pla de la lent per canviar la part de la imatge capturada a la pel·lícula. Al format 35 mm, les lents de desplaçament especials (de vegades anomenades lents de control de perspectiva) emulen el moviment vertical de les càmeres de visor glaçat.
L'efecte principal de l'elevació és eliminar les línies paral·leles convergents en fotografiar edificis alts. Si una càmera sense moviments apunta a un edifici alt, les línies verticals convergeixen cap a la part superior. Si la càmera s'inclina cap amunt per agafar-ho tot, el pla de la pel·lícula no és paral·lel a l'edifici, i l'edifici sembla més estret a la part superior que a la part inferior: les línies que són paral·leles a l'objecte convergeixen a la imatge.
Per evitar aquesta distorsió aparent, una lent gran angular s'acosta més a l'edifici, però inclou més el primer pla i altera la perspectiva. Una càmera amb frontal mòbil permet aixecar una lent normal per incloure la part superior de l'edifici sense inclinar la càmera.
Això requereix que el cercle d'imatge de la lent sigui més gran del necessari per cobrir la pel·lícula sense fer servir cap moviment. Si la lent pot produir una imatge circular prou gran per cobrir la pel·lícula, no podrà cobrir la part inferior de la pel·lícula a mesura que s'aixeca. En conseqüència, la cobertura de la lent ha de ser més gran per adaptar-se al moviment vertical (pujada, caiguda, inclinació i desplaçament).
A la figura a), les imatges estan cap per avall, (com les veuria un fotògraf al vidre esmerilat d'una càmera de visor glaçat), la lent s'ha desplaçat cap avall. Cal tenir en compte que s'inclou gran part del primer pla no desitjat, però no la part superior de la torre. A la figura b), la lent s'ha desplaçat cap amunt: la part superior de la torre es troba ara dins de l'àrea capturada a la pel·lícula, sacrificant el primer pla verd no desitjat.

### Moviment horizontal

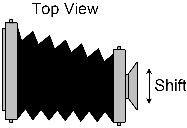
Desplaçament suport davanter

Moviment el suport frontal a l'esquerra o a la dreta des de la seva posició normal s'anomena desplaçament de la lent, o simplement desplaçament. Aquest moviment és semblant al moviment vertical, però mou la imatge horitzontalment en lloc de fer-ho verticalment. Un ús del shift és eliminar la imatge de la càmera de la imatge final quan es fotografia una superfície reflectant.

### Inclinació

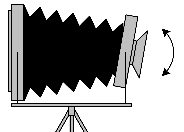
Inclinació-"Tilt" suport frontal

L'eix de la lent és normalment perpendicular a la pel·lícula (o sensor). Canviar l'angle entre l'eix i la pel·lícula inclinant la lent suport cap enrere o cap endavant s'anomena inclinació de la lent, o simplement inclinació. La inclinació és especialment útil en la fotografia de paisatges. Mitjançant l'ús del principi Scheimpflug, el "pla d'enfocament nítid" es pot canviar de manera que qualsevol pla es pugui enfocar nítidament. Quan el pla de la pel·lícula i el pla de la lent són paral·lels, com és el cas de la majoria de 35 mm, el pla d'enfocament nítid també és paral·lel a aquests dos plans. Tanmateix, si el pla de la lent està inclinat respecte al pla de la pel·lícula, el pla d'enfocament nítid també s'inclina segons les propietats geomètriques i òptiques. Els tres plans es tallen en una línia per sota de la càmera per inclinar la lent cap avall. El pla inclinat d'enfocament nítid és útil, ja que es pot fer que aquest pla coincideixi amb un objecte proper i llunyà. Així, tant els objectes propers com els llunyans del pla estan enfocats.
Aquest efecte sovint es considera incorrectament com un augment de la profunditat de camp. La profunditat de camp depèn de la distància focal, l'obertura i la distància del subjecte. Mentre el fotògraf vulgui nitidesa en un pla paral·lel a la pel·lícula, la inclinació no serveix de res. Tanmateix, la inclinació té un fort efecte sobre la profunditat de camp en alterar dràsticament la seva forma, fent-la asimètrica. Sense inclinació, els límits de l'enfocament acceptable de prop i llunyà són paral·lels al pla d'enfocament nítid i paral·lels a la pel·lícula. Amb la inclinació cap endavant, el pla d'enfocament nítid s'inclina encara més i els límits propers i llunyans de l'enfocament acceptable formen una forma de falca (vist des del costat). Així, la lent encara veu una part en forma de con del que hi ha al davant, mentre que la falca d'enfocament acceptable està ara més alineada amb aquest con. Per tant, depenent de la forma del subjecte, es pot utilitzar una obertura més àmplia, disminuint les preocupacions sobre l'estabilitat de la càmera a causa de la velocitat d'obturació lenta i la difracció a causa de l'obertura massa petita.
La inclinació aconsegueix la profunditat de camp desitjada utilitzant l'obertura a la qual funciona millor la lent. Una obertura massa petita comporta pèrdues per la difracció i el moviment de la càmera/subjecte que es guanya amb la profunditat de camp. Només provar una escena o experiència determinada mostra si la inclinació és millor que deixar els suports neutrals i confiar només en l'obertura per aconseguir la profunditat de camp desitjada. Si l'escena és prou nítida a f/32 amb 2 graus d'inclinació, però necessitaria f/64 amb una inclinació zero, llavors la inclinació és la solució. Si una altra escena necessitaria f/45 amb o sense inclinació, no es guanya res. Vegeu Merklinger i Luong per a debats extensos sobre la determinació de la inclinació òptima (si n'hi ha) en situacions difícils.
Amb una inclinació cap endavant, la forma de la part d'una escena amb un enfocament acceptable és una falca. Per tant, l'escena amb més probabilitats de beneficiar-se de la inclinació és curta a la part frontal i s'expandeix a una alçada o gruix més gran cap a l'horitzó. Una escena que consta d'arbres alts a la distància propera, mitjana i llunyana pot no ser capaç d'inclinar-se tret que el fotògraf estigui disposat a sacrificar la part superior dels arbres propers i/o la part inferior dels arbres llunyans.
Suposant una inclinació frontal de l'eix de la lent, aquí hi ha els avantatges a l'hora de triar entre un petit grau d'inclinació (per exemple, menys de 3) i una inclinació més gran: una petita inclinació provoca una falca més ampla o grossa, però que està lluny de l'eix del con llum vista per la lent. Per contra, una gran inclinació (per exemple, 10 graus) fa que la falca estigui més alineada amb la vista de la lent, però amb una falca més estreta. Per tant, una inclinació modesta és sovint, o fins i tot normalment, el millor punt de partida. Les càmeres de petit i mitjà format tenen cossos fixos que no permeten la desalineació de la pel·lícula i dels plans de l'objectiu, intencionadament o no. Les lents d'inclinació/desplaçament ("TS") o de control de perspectiva ("PC") que proporcionen moviments limitats per a aquestes càmeres es poden comprar a diversos fabricants de lents. Les lents TS o PC d'alta qualitat són cares. El preu d'un nou objectiu Canon TS-E o Nikon PC-E és comparable al d'una bona càmera de gran format usada, que ofereix un rang d'ajust molt més gran.

### Swing

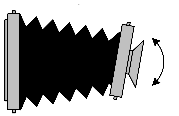
Swing frontal suport (vista superior)

Alterar l'angle de el suport de la lent en relació amb el pla de la pel·lícula girant-lo d'un costat a un altre s'anomena swing. El balanceig és com la inclinació, però canvia l'angle del pla focal a l'eix horitzontal en comptes de l'eix vertical. Per exemple, el swing pot ajudar a aconseguir un enfocament nítid al llarg de tota la longitud d'una tanca que no sigui paral·lela al pla de la pel·lícula.

### Tilt/swing posterior
Els moviments angulars de el suport posterior canvien l'angle entre el pla de la lent i el pla de la pel·lícula igual que ho fan els moviments angulars suport frontals. Tot i que la inclinació suport posterior canvia el pla d'enfocament nítid de la mateixa manera que la inclinació suport davantera, aquesta no sol ser la raó per utilitzar la inclinació/swing posterior. Quan una lent es troba a una certa distància (la seva distància focal) de la pel·lícula, els objectes llunyans, com ara muntanyes llunyanes, estan enfocats. En moure la lent més lluny de la pel·lícula s'apropen els objectes al focus. Inclinar o balancejar el pla de la pel·lícula posa un costat de la pel·lícula més lluny de la lent que el centre i, per tant, el punt oposat de la pel·lícula està més a prop de la lent.
Un dels motius per girar o inclinar el suport posterior és mantenir el pla de la pel·lícula paral·lel a la cara del subjecte. Un altre motiu per moure o inclinar el suport posterior és controlar la convergència aparent de les línies quan es dispara subjectes en angle.
Sovint s'indica incorrectament que els moviments posteriors es poden utilitzar per canviar la perspectiva. L'únic que realment controla la perspectiva és la ubicació de la càmera en relació amb els objectes del marc. Els moviments posteriors poden permetre que un fotògraf dispari un subjecte des d'una perspectiva que col·loqui la càmera en un angle respecte al subjecte, però encara aconsegueix línies paral·leles. Per tant, els moviments posteriors permeten un canvi de perspectiva en permetre una ubicació diferent de la càmera, però cap moviment de la càmera visual altera realment la perspectiva.

## Objectiu
Una lent de càmera de visor glaçat normalment consta de:
- Un element de lent frontal, de vegades denominat cèl·lula.
- Un obturador : un mecanisme electrònic o accionat per molla que controla la durada de l'exposició. Algunes persianes primerenques es van accionar per aire. Per a exposicions llargues, es pot descobrir una lent sense obturador (una lent de barril ) mentre duri l'exposició traient la tapa de la lent.
- El diafragma d'obertura
- Un tauler de lent : un tauler pla, de forma típicament quadrada i fet de metall o fusta, que es tanca de manera segura a el suport frontal d'una càmera de visió particular, amb un forat central de la mida adequada per inserir un conjunt de lent i obturador, normalment assegurat i es fa hermèticament lleuger cargolant un anell a una rosca a la part posterior del conjunt de la lent. Els taulers de lents, complets amb lents, es poden treure i col·locar ràpidament.
- Un element de lent posterior (o cel·la).

Gairebé qualsevol lent de l'àrea de cobertura adequada es pot utilitzar amb gairebé qualsevol càmera de visor glaçat. Tot el que cal és que l'objectiu estigui muntat en un tauler compatible amb la càmera. No tots els taulers de lents funcionen amb tots els models de càmera tot i que es poden dissenyar diferents càmeres per funcionar amb un tipus de tauler d'objectius comú. Els taulers de lents solen tenir un forat de mida segons la mida de l'obturador, sovint anomenat número de copal. Copal és el fabricant més popular d'obturadors de fulla per a lents de càmera de visor glaçat.
La lent està dissenyada per dividir-se en dues peces, els elements davanter i posterior cargolats, generalment per un tècnic competent, a la part davantera i posterior del conjunt de l'obturador, i tot encaixat en un tauler de lent.
Les lents de la càmera View estan dissenyades tenint en compte la distància focal i la cobertura. A 300 La lent mm pot donar un angle de visió diferent (ja sigui més de 31° o més de 57°), depenent de si s'ha dissenyat per cobrir una àrea d'imatge de 4×5 o 8×10. La majoria de les lents estan dissenyades per cobrir més que només l'àrea de la imatge per adaptar-se als moviments de la càmera.
L'enfocament implica moure tot l'estàndard frontal amb el conjunt de la lent més a prop o més lluny de l'estàndard posterior, a diferència de moltes lents de càmeres més petites en què un grup d'elements de lents es fixa i un altre es mou.
Les lents d'enfocament molt llargs poden requerir que la càmera estigui equipada amb rails i manxes extrallargs especials. Les lents de gran angular de distància focal molt curta poden requerir que els suports estiguin més a prop del que permet una manxa plegada en concertina normal. Aquesta situació requereix una manxa de bossa, una bossa flexible i hermètica senzilla. De vegades també s'utilitzen taulers de lents encastats per apropar l'element posterior d'una lent gran angular al pla de la pel·lícula; també poden ser útils amb teleobjectius, ja que aquestes lents comprimides de focus llarg també poden tenir un espai molt petit entre la part posterior de la lent i el pla de la pel·lícula.
Les lents de zoom no s'utilitzen a la fotografia amb càmera visual, ja que no cal un canvi ràpid i continu de la distància focal amb subjectes estàtics, i el preu, la mida, el pes i la complexitat serien excessius. Algunes lents són " convertibles ": només es poden utilitzar l'element frontal o posterior, o els dos elements, donant tres distàncies focals diferents, tot i que la qualitat dels elements individuals no és tan bona amb obertures més grans com la combinació. Són populars entre els fotògrafs de camp que poden estalviar pes portant una lent convertible en lloc de dues o tres lents de diferents distàncies focals.
Les lents d'enfocament suau introdueixen una aberració esfèrica deliberadament a la fórmula òptica per obtenir un efecte eteri considerat agradable i afavoridor per a subjectes amb complexió no perfecta. El grau d'efecte d'enfocament suau ve determinat per la mida de l'obertura o per discs especials que s'ajusten a la lent per modificar la forma de l'obertura. Algunes lents antigues i algunes lents de focus suau SLR modernes proporcionen una palanca que controla l'efecte suavitzant alterant la fórmula òptica.

## Pel·lícula
Les càmeres de visor glaçat utilitzen pel·lícula de làmines, però també poden utilitzar pel·lícula en rotlle (generalment de mida 120/220) utilitzant adaptador especials de pel·lícula en rotllo. Els formats d'imatge "normals" populars per a la càmera 4×5 són 6×6, 6×7 i 6×9 cm. 6×12 i 6×17 cm són adequats per a la fotografia panoràmica.
Amb una modificació econòmica de la llisca fosca i sense cap modificació a la càmera, es pot exposar mig full de pel·lícula alhora. Tot i que aquesta tècnica es podria utilitzar per a l'economia on no cal una imatge més gran, gairebé sempre s'utilitza amb la intenció d'obtenir un format panoràmic perquè, per exemple, una càmera 4×5 pugui fer dues fotos de 2×5, una 8 ×10 pot trigar dos 4×10s, etc. Això és popular per a la fotografia de paisatges i, en el passat, era habitual per a fotografies de grup (per tant, els formats panoràmics de mig fotograma com ara 4x10 s'anomenen habitualment "formats de banquet").
Els dors de les càmeres digitals estan disponibles per a càmeres de visor glaçat per crear imatges digitals en lloc d'utilitzar pel·lícula. Els preus són alts en comparació amb les càmeres digitals més petites.

## Funcionament

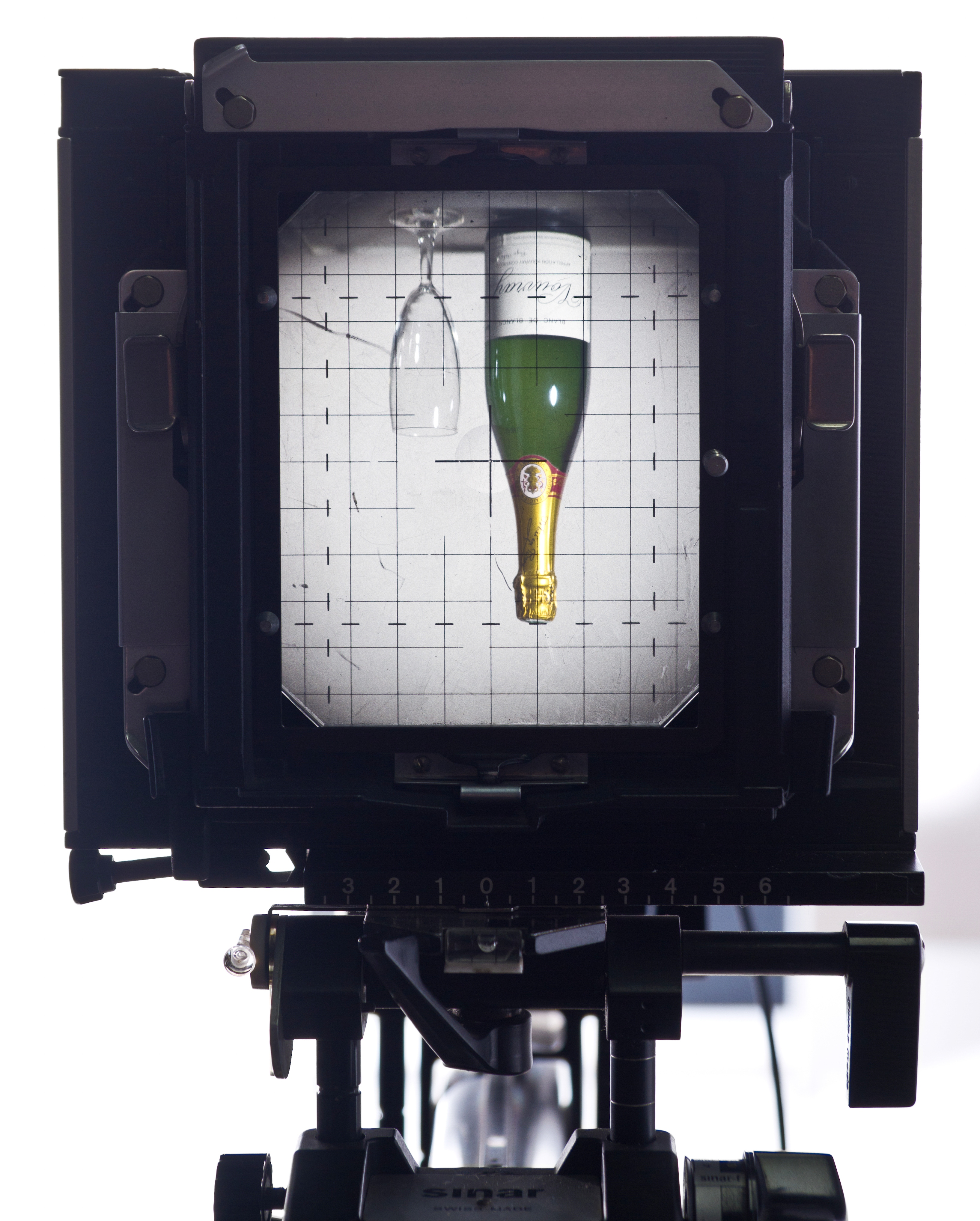
Visualització a través d'una càmera Sinar F

La càmera s'ha de posar en una posició adequada. En alguns casos el tema també es pot manipular, com en un estudi. En altres s'ha de col·locar la càmera per fotografiar temes com ara paisatges. La càmera s'ha de muntar de manera que impedeixi el moviment de la càmera durant la durada de l'exposició. Normalment s'utilitza un trípode : una càmera amb una extensió de manxa llarga pot requerir-ne dues.
Per fer funcionar la càmera de visor glaçat, el fotògraf obre l'obturador de la lent per enfocar i compondre la imatge en una placa de vidre esmolada a el suport posterior. el suport posterior manté el vidre esmerilat en el mateix pla que ocupa la pel·lícula més tard, de manera que una imatge enfocada al vidre esmerilat es centra en la pel·lícula. La imatge sobre vidre esmerilat pot ser una mica tènue i difícil de veure amb llum brillant. Els fotògrafs sovint utilitzen un drap d'enfocament o "drap fosc" sobre el cap i la part posterior de la càmera. El drap fosc envolta la zona de visualització i evita que la llum ambiental enfosqueixi la imatge. A l'espai fosc creat per la tela fosca, la imatge apareix tan brillant com pot, de manera que el fotògraf pot veure, enfocar i compondre la imatge.
Sovint, el fotògraf utilitza una lent d'augment, normalment una lupa d'alta qualitat, per enfocar críticament la imatge. Una addició sobre el vidre mòlt anomenada lent de Fresnel pot il·luminar considerablement la imatge del vidre mòlt (amb una lleugera pèrdua de precisió d'enfocament). Es pot aturar la lent de captació per ajudar a mesurar la profunditat dels efectes de camp i la vinyeta, però el fotògraf generalment obre la lent a la seva configuració més àmplia per enfocar.
El conjunt del marc i el vidre esmerilat, conegut com a molla posterior, es manté al seu lloc mitjançant molles que estiren i mantenen el vidre esmerilat fermament al pla d'enfocament durant el procés d'enfocament i composició. Un cop s'ha completat l'enfocament, les mateixes molles actuen com un mecanisme de subjecció flexible per pressionar el suport de la pel·lícula en el mateix pla d'enfocament que ocupava el vidre esmerilat.
Per fer la fotografia, el fotògraf estira el vidre esmerilat i llisca el suport de la pel·lícula al seu lloc. Llavors es tanca l'obturador i s'ajusta la velocitat de l'obturador i l'obertura. El fotògraf elimina la diapositiva fosca que cobreix el full de pel·lícula al suport de la pel·lícula i activa l'obturador per fer l'exposició. Finalment, el fotògraf substitueix la diapositiva fosca i treu el suport de la pel·lícula amb la pel·lícula exposada.
Els suports de pel·lícula de làmina són generalment intercanviables entre diverses marques i models de càmeres de visor glaçat, seguint els suports de facto. Les càmeres més grans i els formats més poc comuns estan menys estandarditzats.
Els suports de pel·lícules i accessoris especials poden encaixar en lloc dels suports de pel·lícules suport per a finalitats específiques. Un Grafmatic, per exemple, pot cabre sis fulls de pel·lícula a l'espai d'un suport normal de dos fulls, i alguns mesuradors de llum tenen un accessori que s'insereix a la ranura del suport de pel·lícula de la part posterior de la càmera perquè el fotògraf pugui mesurar la llum que cau a un punt concret del pla de la pel·lícula. Tot el conjunt de suport de pel·lícula/esquena és sovint un dors Graflex suport de la indústria, extraïble, de manera que es poden utilitzar accessoris com els suports de pel·lícula en rotlle i les imatges digitals sense alterar l'enfocament.

## La càmera de manxa
La càmera de manxa és un tipus de càmera dissenyada en l'era del daguerreotip(anys 1840-1850) i que es manté en ús avui en dia, amb moltes millores. Comprèn una manxa flexible que forma un segell hermètic a la llum entre dos marcs ajustables, un dels quals sosté l'objectiu, i l'altre el visor o el suport de la pel·lícula fotogràfica.
La manxa és flexible, amb un plegat tipus acordió. Cobreix l'espai entre l'objectiu i la pel·lícula, i es flexiona per acomodar els moviments dels marcs. El marc frontal és una placa al capdavant de la càmera que sosté l'objectiu i, normalment, un obturador.
A l'altre costat de la manxa, el marc del darrere és una placa que sosté un vidre esmerilat, usat per enfocar i compondre la imatge abans de l'exposició, i és reemplaçat per un marc que conté la pel·lícula sensitiva a la llum, una placa fotogràfica o un sensor d'imatge, per realitzar la presa. Els marcs frontals i posteriors es poden moure de diverses formes en relació un amb l'altre, al contrari que en la majoria dels altres tipus de càmeres. Això permet controlar l'enfocament, profunditat de camp i perspectiva. La càmera és usada normalment amb un trípode o un altre suport.

### En fotografia
En fotografia una manxa (en anglès bellows) és un accessori plegable o expandible que s'usa en càmeres fotogràfiques de gran i mitjà format, per permetre el moviment de les lents respecte del pla focal per a un enfocament adequat. En certs models de càmeres (com el de la fotografia), ja venien de fàbrica.
Els plecs proveeixen un espai tancat i fosc flexible (càmera fosca) entre la placa o pel·lícula fotogràfica i les lents, en algunes càmeres el fotògraf pot canviar l'angle d'enfocament de la pel·lícula o placa amb respecte de l'eix òptic de les lents, proveït alteracions o distorsions de perspectiva i de focus.
Hi ha dos tipus de manxes de càmera:
- Manxa de bossa ((anglès) bag bellows), normalment usat en càmeres amb lents de poca distància focal
- Manxa d'acordió ((anglès) square bellows) té un major rang d'extensió

## Pros i contres en comparació amb els formats mitjà i 35 mm

### Avantatges
- La capacitat de desviar el pla d'enfocament crític : en una càmera sense moviments, el pla de la pel·lícula és sempre paral·lel al pla de la lent. Una càmera amb inclinacions i oscil·lacions permet al fotògraf desviar el pla d'enfocament lluny del paral·lel en qualsevol direcció, cosa que en molts casos pot portar la imatge d'un subjecte que no és paral·lel al pla de la lent a un enfocament de prop a lluny sense aturar-se. baixar excessivament l'obertura. Tots dos suports es poden inclinar a través de l'horitzontal o girar pels eixos verticals per canviar el pla d'enfocament. Les inclinacions i oscil·lacions de el suport frontal no alteren ni distorsionen les formes ni les línies convergents a la imatge; Les inclinacions i oscil·lacions de el suport posterior afecten aquestes coses, així com el pla d'enfocament: si el pla d'enfocament s'ha de sesgar sense alterar les formes de la imatge, només s'han d'utilitzar els moviments frontals. El principi Scheimpflug explica la relació entre les inclinacions i oscil·lacions de la lent i el pla d'enfocament nítid.
- La capacitat de distorsionar la forma de la imatge inclinant el pla de la pel·lícula : sovint es tracta de reduir o eliminar, o exagerar deliberadament, la convergència de línies paral·leles al subjecte. Si una càmera amb pel·lícula paral·lela i plans de lents s'apunta en un angle respecte a un subjecte pla amb línies paral·leles, les línies sembla que convergeixen a la imatge i s'acosten més entre si com més allunyades de la càmera. Amb una càmera de visió, el suport posterior es pot girar cap a la paret per reduir aquesta convergència. Si el suport és paral·lel a la paret, s'elimina la convergència. Si mou el suport posterior d'aquesta manera, es desvia el pla d'enfocament, que es pot corregir amb un swing frontal en la mateixa direcció que el swing posterior.
- Millora de la qualitat d'imatge per a una impressió d'una mida determinada : com més gran és una peça de pel·lícula, menys detalls es perd en una mida d'impressió determinada perquè la pel·lícula més gran requereix menys ampliació per a la mateixa mida d'impressió. En altres paraules, la mateixa escena fotografiada amb una càmera de gran format proporciona una imatge de millor qualitat i permet una major ampliació que la mateixa imatge en un format més petit. A més, com més gran sigui una pel·lícula, més subtils i variades són la paleta tonal i les gradacions a una mida d'impressió determinada. Una gran mida de pel·lícula també permet la impressió de contacte de la mateixa mida.
- Poca profunditat de camp : les càmeres de visor glaçat requereixen lents de distància focal més llargues que les càmeres de format més petit, especialment per a les mides més grans, amb una profunditat de camp menor, permetent al fotògraf centrar-se únicament en el subjecte.
- Es poden utilitzar obertures més petites : es poden utilitzar obertures molt més petites que amb càmeres de format més petit abans que la difracció sigui significativa per a una mida d'impressió determinada.
- El baix valor de revenda és un avantatge per als compradors, però no per als venedors. Sovint es pot comprar una càmera nova de 8 × 10 de primera línia que va costar 8.000 dòlars en excel·lents condicions, amb accessoris addicionals, per 1.500 dòlars.

### Desavantatges
- Manca d'automatització : la majoria de càmeres de visor glaçat són totalment manuals, requereixen temps i permeten que fins i tot fotògrafs experimentats cometin errors. Algunes càmeres, com ara Sinars, tenen cert grau d'automatització amb obturadors auto-armables i mesurament de la pel·lícula.
- Temps d'aprenentatge important : a més de necessitar els coneixements necessaris per utilitzar una càmera totalment manual, els operadors de càmera de visor glaçat han d'entendre un gran nombre de qüestions tècniques que no són un problema per a la majoria dels fotògrafs de petit format. Han d'entendre, per exemple, veure els moviments de la càmera, els factors de manxa i la reciprocitat. Es necessita una gran quantitat de temps i estudi per dominar aquests aspectes de la fotografia de gran format, de manera que l'aprenentatge del funcionament de la càmera de visor glaçat requereix un alt grau de dedicació.
- Gran mida i pes : les càmeres de visió monorail no són adequades per a la fotografia de mà i en la majoria dels casos són difícils de transportar. Una càmera de camp de llit plegable com una Linhof Technika amb un sistema de cercador acoblat a lents fins i tot permet la fotografia d'acció.
- Poca profunditat de camp : les càmeres de visor glaçat requereixen lents de distància focal més llargues que les càmeres de format més petit, especialment per a les mides més grans, amb una profunditat de camp menor.
- Obertura màxima petita : no és factible fer lents de distància focal llarga amb les obertures màximes àmplies disponibles amb distàncies focals més curtes.
- Cost elevat : hi ha una demanda limitada de càmeres de visor glaçat, de manera que no hi ha economies d'escala i són molt més cares que les càmeres produïdes en massa. Alguns són fets a mà. Tot i que el cost de la pel·lícula i el processament de la làmina és molt superior al de la pel·lícula en rotllo, s'exposen menys fulles de pel·lícula, cosa que compensa parcialment el cost.

Alguns d'aquests inconvenients es poden considerar avantatges. Per exemple, la configuració lenta i el temps de compostura permeten al fotògraf visualitzar millor la imatge abans de fer una exposició. La poca profunditat de camp es pot utilitzar per emfatitzar certs detalls i restar èmfasi en altres (a l'estil bokeh, per exemple), especialment combinat amb els moviments de la càmera. L'elevat cost de la pel·lícula i el processament fomenta una planificació acurada. Com que les càmeres de visor glaçat són bastant difícils de configurar i enfocar, el fotògraf ha de buscar la millor posició de la càmera, perspectiva, etc. abans d'exposar. Inici 35 Fins i tot es recomana als fotògrafs mm que utilitzin un trípode específicament perquè alenteix el procés de presa de fotos.